# 埃爾恩帕爾梅縣
埃爾恩帕爾梅縣（西班牙語：Cantón El Empalme），是厄瓜多爾的縣份，位於該國中部，由瓜亞斯省負責管轄，始建於1969年10月6日，面積711平方公里，海拔高度71米，2010年人口74,451，人口密度每平方公里104.71人。